# コロニアル・トラムカー・レストラン
コロニアル・トラムカー・レストラン（英語: Colonial Tramcar Resutaurant）は、オーストラリアの都市・メルボルンの路面電車であるメルボルン市電で運行していた、車内でフルコース料理が味わえる食堂車（レストランカー）およびその運営企業の名称。1982年に営業運転を開始し、長年に渡りメルボルンの名物となっていたが、2018年以降車両の安全性の問題から営業運転を休止している。

## 概要

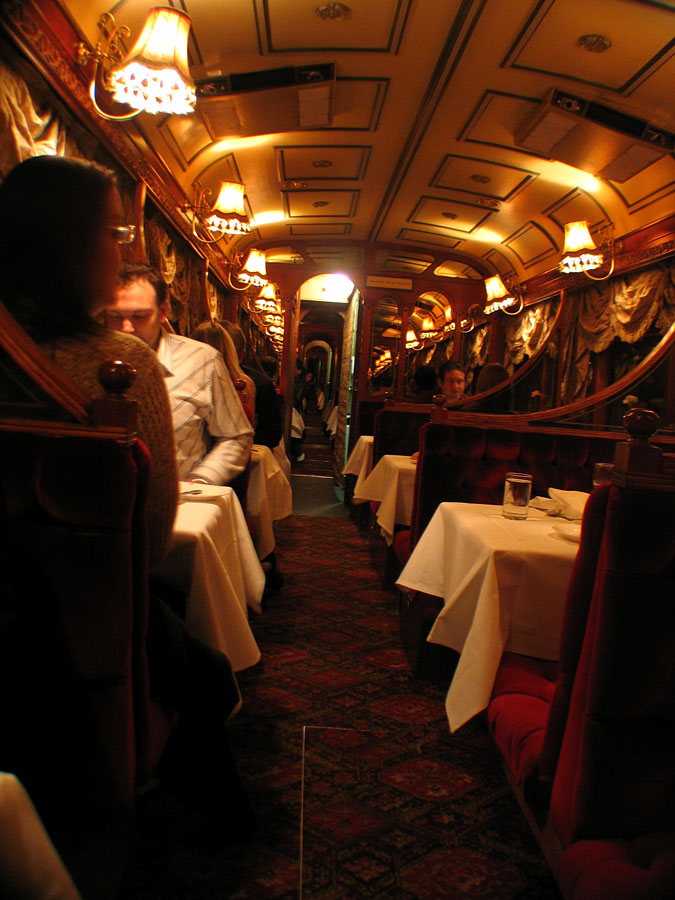
車内（2006年撮影）

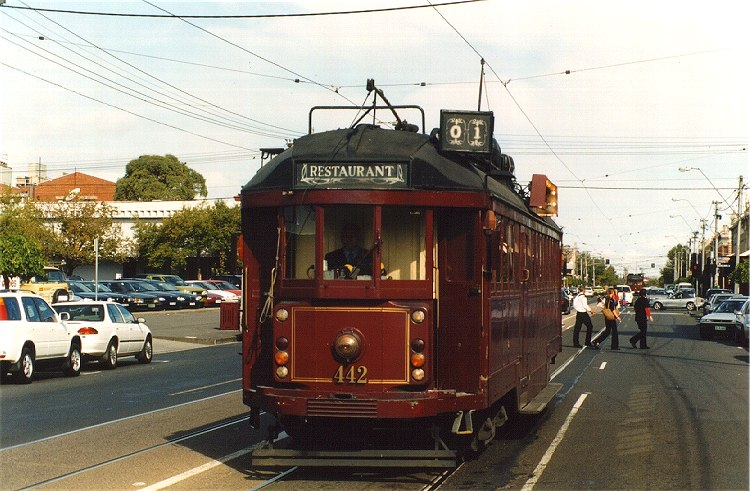
442
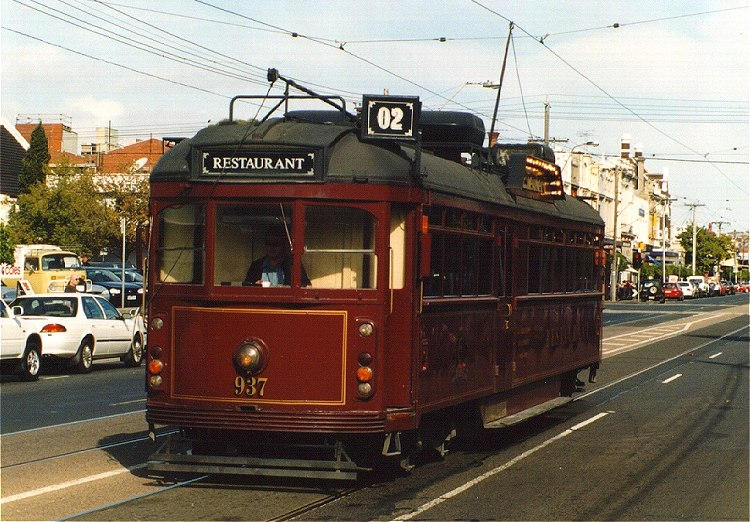
937
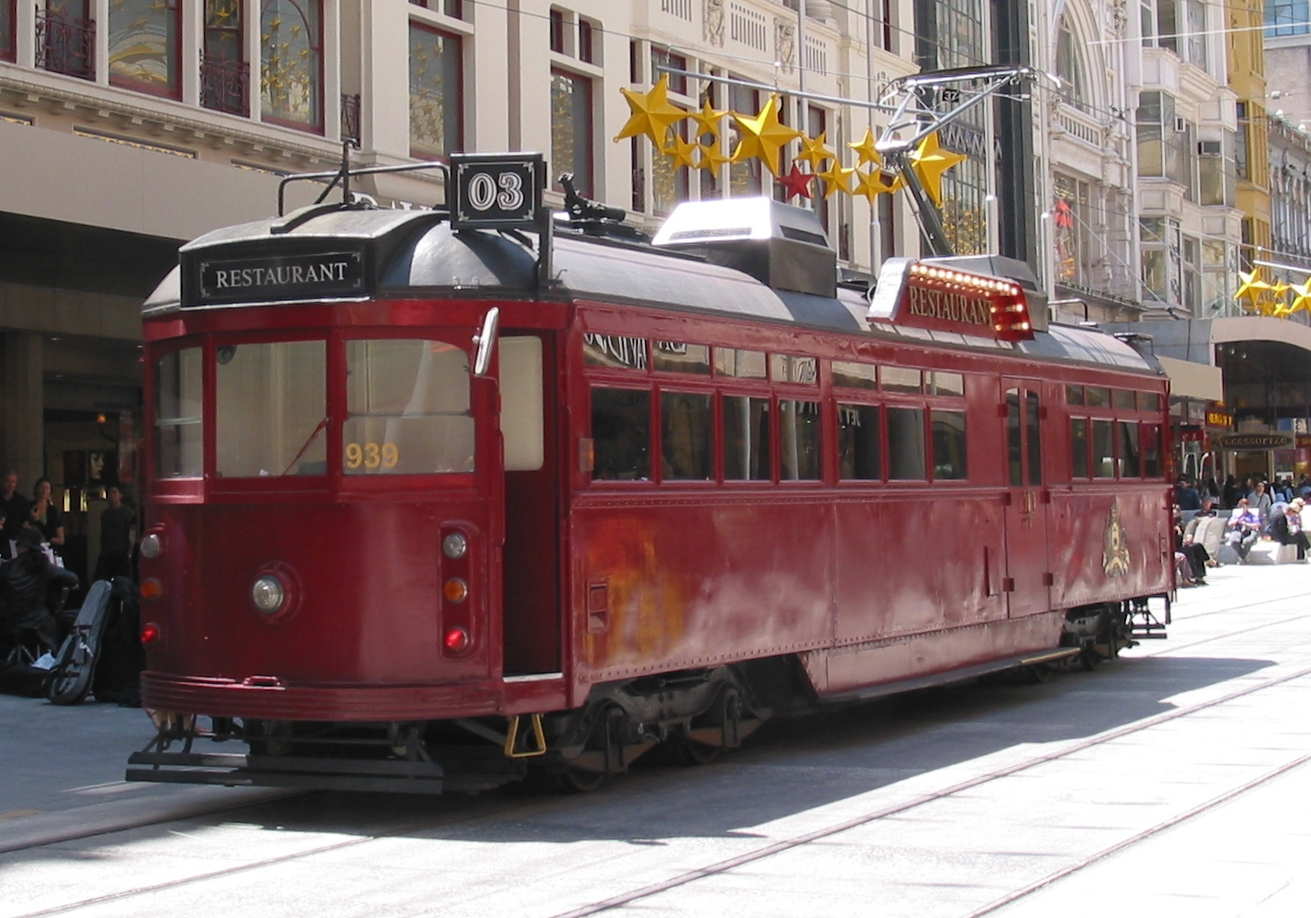
939（2005年撮影）
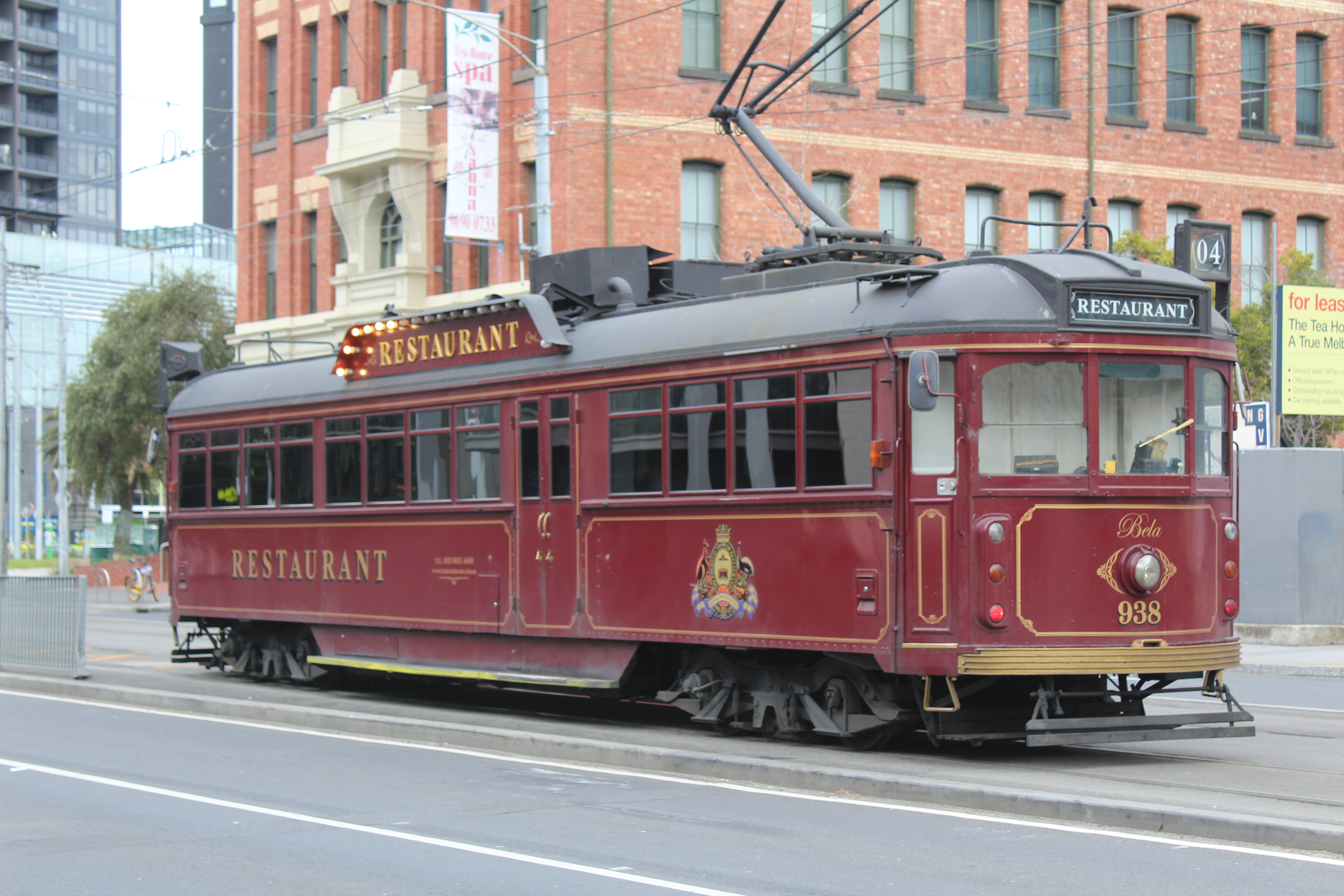
938（2017年撮影）

1982年11月2日から営業運転を開始した、車内に供食設備を備えた路面電車（レストランカー）。メルボルンに在住する起業家によって設立された「コロニアル・トラムカー・レストラン・カンパニー（Colonial Tramcar Restaurant Company Pty Ltd）」によって運営が行われ、起業家たちがパーティーの後にタクシーを拾えず路面電車を利用した際に発案した「車内で高級料理を楽しめる路面電車」というアイデアを実現させたもので、このような形態の路面電車車両は世界初の事例となった。
2018年時点ではノーマンビー通り（Normanby Road）の125番電停を起点にメルボルン市内を1時間半 - 2時間半かけて一周する年中無休の定期系統が存在し、走行時間（昼食、夕食時間帯）やメニューに応じて4種類のコースおよび料金が設定されていた他、朝食の時間帯にも不定期の運行が実施されていた。また、これら以外にも各種の貸切運転にも対応していた。車内サービスに加えて清掃や車内の電気機器のメンテナンスはコロニアル・トラムカー・レストラン・カンパニーによって実施されていた一方、後述する車両全体のメンテナンスや管理についてはメルボルン市電の歴代運営組織によって行われていた。
車両はメルボルン市電に在籍していた旧型電車のW形が用いられ、下記の大規模な改造が実施された。
- 塗装の変更 - コロニアル・トラムカー・レストラン向けの車両の塗装はバーガンディ（ワインレッド）を基調に金色の装飾やロゴマークが入るデザインで統一されていた[12]。
- 床面高さの統一 - W形は中央部が一段低い構造を有していたが、コロニアル・トラムカー・レストランで運用される車両については床面高さが車体全てにおいて同一の高さとされた。
- 乗降扉の個数の変更 - コロニアル・トラムカー・レストランで使用される車両は乗降扉の個数が変更され、車体左側・中央付近に両開き扉が1箇所設けられた。
- 車内の改装 - レストランカーとして使用されるにあたり、車内にはカーペットや飾り板、カーテン、鏡などの豪華な装飾が多数設けられた他、車内の座席配置についてはテーブルを挟んだクロスシート（定員36人）とされた。また、側面窓も色付き二重ガラスに改められ、外部からの日光や騒音、通行人などによる覗き込みの抑制が図られた[13]。
- 調理設備の設置 - 限られたスペース内に調理室や冷蔵庫などの機器を使用可能とするため、ASEAによって設計された発電機や制御装置が設けられた[13]。
- 列車便所の設置[13]
- 空調装置の設置

開業当初はW2形（442）1両による運行であったが、1994年にSW6形のうち2両（937、939）を追加で改造し、3両体制に増強された。その後、442は2006年、937は2011年、939は2012年に運行を離脱した一方、代替として938（2006年）、964（2011年）、935（2012年、以上3両ともSW6形）が改造を受け、後述の休止時まで使用された。
- 442
- 937
- 939（2005年撮影）
- 938（2017年撮影）

## 休止
コロニアル・トラムカー・レストランは長年にわたりメルボルンの名物として親しまれ、ナショナル・ツーリズム・アワードを4度も受賞する程の評判を獲得した。だが、半鋼製構造の車体について安全性の問題が指摘された事や、これらの対策に数百万ドルが必要となり、更新工事が可能な工場の生産力が不足している事から、2018年以降運行を休止している。前述の更新工事の都合もあり、運行再開は最短でも2020年以降となる予定である。